# Снейк Ривър
Вижте пояснителната страница за други значения на реките Снейк в САЩ.
Снейк Ривър (на английски: Snake River; букв. „Змийска река“) е река в северозападната част на САЩ, ляв и най-голям приток на река Колумбия, протичаща през щатите Уайоминг, Айдахо, Орегон, Вашингтон Дължината ѝ е 1735 km, а площта на водосборния басейн – 278 450 km².

## Извор, течение, устие
Река Снейк води началото си на 2883 m н.в. от западния склон на Скалистите планини, в югоизточната част на Националния парк „Йелоустоун“, в северозападната част на щата Уайоминг. В най-горното си течение има северозападна посока, като тече в сравнително широка планинска долина, след което рязко завива на юг и протича през езерото Джаксън. След изтичането си от него продължава в южна посока и северно от хребета Уайоминг отново рязко завива на северозапад и преминава през язовира „Палисайд“, разположен на границата между щатите Уайоминг и Айдахо. На около 60 km след изтичането си от язовира, в района на град Айдахо Фолс излиза от планините и навлиза в източната част на обширната високопланинска равнина Снейк, простираща се в южната част на щата Айдахо. Тук реката образува голяма изпъкнала на юг дъга като последователно преминава през язовира „Американ Фолс“ и езерото Уолкот. В района на град Туин Фолс образува големия водопад Шошони (височина 65 m), продължава в северозападна посока и при устието на левия си приток Оуайхи достига до границата с щата Орегон. От тук на протежение около 300 km служи за граница между щата Айдахо и щатите Орегон и Вашингтон. В този участък река Снейк протича по източната периферия на Колумбийското плато, като образува грандиозния каньон Хелс (Адски камък), дълбочината на който достига до 2410 m. В района на каньона е изграден големия хидровъзел „Хелс каньон“. При устието на десния си приток Клируотър навлиза изцяло на територията на щата Вашингтон, постепенно завива на северозапад, запад и югозапад, протича през язовира „Сакауеа“, след което се влива отляво в река Колумбия, на 109 m н.в., при град Паскоу.

## Водосборен басейн, притоци
Водосборният басейн на река Снейк обхваща площ от 278 450 km и се простира на територията на 6 щата Уайоминг, Айдахо, Юта, Невада, Орегон и Вашингтон. На север и запад той граничи с водосборните басейни на реките Спокан, Панд Орей, Джон Дей Ривър и други по-малки, леви притоци на Колумбия, на североизток и изток – с водосборния басейн на река Мисисипи, на югоизток – с водосборния басейн на река Колорадо, а на юг и югозапад – с водосборните басейни на реките Беър Ривър, Хумболт и други по-малки, протичащи по северната периферия на Големия басейн и вливащи се в безотточни езера или губещи се в полупустинните райони.
Във водосборния басейн на река Снейк протичат 15 реки с дължина над 200 km, като 10 от тях се вливат директно в нея (→ ляв приток, ← десен приток):
- ← Хенрис Форк 204 km (дължина) / 8320 km² (площ на водосборния басейн)
- → Блекфут Ривър 217 / 2840
- → Портньоф 200 / 3440
- → Бруно Ривър 246 / 8560
- → Оуайхи 450 / 28 620
- → Мальор 306 / 12 000
- → Паудър 246 / 4150
- ← Салмън Ривър 684 / 36 000
- → Гранд Ронд 293 / 10 700
- ← Палус 269 / 8550

## Хидрология
Река Снейк има смесено снежно-дъждовно подхранване и ясно изразено пролетно пълноводие, през април, май и юни. Среден годишен отток на 15 km преди устието (преградната стена на язовира „Сакауеа“) 1553 m³/s, минимален 76 m³/s, максимален 11 600 m³/s.

## Стопанско значение, селища
По течението си река Снейк протича през 2 езера (Джаксън и Уолкот) и 5 язовира („Палисайд“, „Американ Фолс“, „Броунли“, „Хелс каньон“ и „Сакауеа“), които целогодишно регулират оттокът ѝ, а водите им се използват за водоснабдяване, производство на електроенергия, риболов и напояване. Плавателна е за плитко газещи речни съдове до град Люистън в щата Айдахо.
По течението ѝ (предимно в щата Айдахо) са разположени множество населени места, като най-големите са градовете: Джаксън (в Уайоминг); Айдахо Фолс, Блекфут, Американ Фолс, Бърли, Туин Фолс, Пайет, Уайзър, Люистън (в Айдахо); Онтарио (в Орегон); Клакстън, Паскоу (във Вашингтон).

## Историческа справка
Река Снейк е открита и първично изследвана от експедицията на Мериуедър Луис и Уилям Кларк през 1805 г., по време на първото пресичане на континента от изток на запад. По-късно (през 1833 г.) реката е изследвана и от Бенджамин Люис Бонвил и едно от старите ѝ имена Луис.